# Don Partridge
Don Partridge (Bournemouth, 27 de outubro de 1941 - Seaford, 21 de setembro de 2010) foi um cantor e compositor inglês, conhecido como o "rei dos artistas de rua".

## Discografia

### Singles
- "Rosie" (Don Partridge) b/w "Going Back to London" (Don Partridge) - (1968) - UK No. 4
- "Blue Eyes" (Richard Kerr[2] and Joan Maitland) b/w "I’ve Got Something For You" (Don Partridge) - (1968) - UK No. 3
- "Top Man" (Richard Kerr and Joan Maitland) b/w "We Have Ways of Making You Laugh" (Don Partridge) - (1968)
- "Breakfast on Pluto" - (Don Partridge / Alan Young) b/w "Stealin’" (Trad. Arr. Don Partridge) - (1969) - UK No. 26
- "Going To Germany" (Trad. Arr. Don Partridge) b/w "Ask Me Why" (Don Partridge) - (1969)
- "Colour My World" (Peel-Kerr) b/w "Homeless Bones" (Myers-Partridge) - (1969)
- "We’re All Happy Together" (Don Partridge) b/w "Following Your Fancy" (Don Partridge) - (1970)
- "Grand Slam Boogie" (Don Partridge) b/w "Barb Wire" (Don Partridge) - (1982)